# بیمارستان شهید هاشمی‌نژاد

بیمارستان شهید هاشمی‌نژاد یا بیمارستان دریانی یکی از بیمارستان‌های تخصصی و فوق تخصصی تهران است. این بیمارستان به عنوان مرکز کشوری و قطب درمان بیماری‌های کلیوی تحت پوشش دانشگاه علوم پزشکی ایران قرار دارد و اولین و بزرگترین مرکز همودیالیز و پیوند کلیه در ایران بوده‌ است.
در سال ۱۳۸۸ بیمارستان هاشمی نژاد در ردیف ۱۰ سازمان برتر ایران قرار گرفت.

## تاریخچه
این مرکز با نام بیمارستان دریانی در سال ۱۳۳۶ شمسی توسط مهدی ابراهیمی دریانی وقف شد و کلنگ شروع عملیات ساختمانی آن در تاریخ ۱۲ اردیبهشت سال ۱۳۳۶ مصادف با عید فطر به زمین زده شد. این بیمارستان در شهریور سال ۱۳۶۴ به نام شهید هاشمی نژاد تغییر نام یافت.
بیمارستان شهید هاشمی‌نژاد یک مرکز آموزشی-پژوهشی و درمانی است، این مرکز جز مراکز تابع  دانشگاه علوم پزشکی ایران می‌باشد که در آن خدمات تخصصی و فوق تخصصی اورولوژی، نفرولوژی، پیوند کلیه، و جراحی عروق صورت می‌پذیرد. در سال ۱۳۸۱ به دلیل مشکلات در آستانه تعطیلی بود که با برنامه‌ریزی توانست از آن عبور کند.
در ۸ آبان سال ۸۹ به دستور وزیر بهداشت تمام واحدهای تابعه دانشگاه علوم پزشکی ایران در دو دانشگاه علوم پزشکی تهران و دانشگاه شهید بهشتی ادغام شدند و به این ترتیب بیمارستان هاشمی‌نژاد هم زیر مجموعه دانشگاه علوم پزشکی تهران قرار گرفت. در مهرماه سال ۱۳۹۲ با تصویب شورای عالی انقلاب فرهنگی دانشگاه علوم پزشکی ایران، احیا شد و به این ترتیب بیمارستان شهید هاشمی‌نژاد مجدداً جز مراکز تابع  دانشگاه علوم پزشکی ایران قرار گرفت.

## بخش‌های بیمارستان

### بخش‌های درمانی
- اتاق عمل: تالار اتاق عمل شامل ۷ اتاق جراحی و ریکاوری با ظرفیت ۶ تخت
- CCU: با ۱۶ تخت فعال
- ICU: با ۶ تخت فعال
- امید (جراحی مردان) با ۳۲ تخت فعال
- شفا (جراحی زنان) با ۳۲ تخت فعال
- دکتر رسولی (نفرولوژی) با ۳۳ تخت فعال
- پیوند کلیه با ۱۰ تخت فعال
- سهیل (سرپایی) با ۱۰ تخت فعال
- سروش (جراحی آندوسکوپی اورولوژی) با ۱۶ تخت فعال
- اورژانس با ۶ تخت تحت نظر و یک اتاق احیای قلبی و ریوی
- سینا (جراحی اطفال) با ۶ تخت فعال
- دیالیز ۳۳ تخت فعال

### بخش‌های پاراکلینیکی
- MRI
- داروخانه
- آزمایشگاه (آزمایشگاه مرکزی و آزمایشگاه بانک خون)
- درمانگاه
- رادیولوژی و سونوگرافی
- سنگ‌شکن
- فیزیوتراپی
- پاتولوژی
- پزشکی هسته‌ای
- یورودینامیک[یادداشت ۱]

### بخش‌های پشتیبانی
- امور عمومی
- تجهیزات پزشکی
- کارگزینی
- ایمنی و بهداشت محیط
- فناوری اطلاعات
- مدارک پزشکی
- تغذیه
- مددکاری
- واحد صدای شما (انتقادها و پیشنهادهای ارائه شده توسط بیماران در این واحد ثبت و جهت پیگیری به مسئولان واحدها ارسال می‌گردد)
- تأسیسات
- رختشویخانه و خیاط خانه
- خدمات
- دبیرخانه

## مرکز تحقیقات مدیریت بیمارستانی
مرکز تحقیقات این بیمارستان در سال ۱۳۸۸ و طبق موافقت اصولی شورای گسترش دانشگاه‌های علوم پزشکی تأسیس شد.